# 青海省公安厅
青海省公安厅是青海省人民政府组成部门，负责领导、管理青海省的公安保卫工作，接受青海省人民政府和中华人民共和国公安部的双重领导。